# 第2施設大隊
第2施設大隊（だいにしせつだいたい、英:JGSDF 2nd Engineer Battalion(Combat)）は、陸上自衛隊旭川駐屯地（北海道旭川市）に駐屯する第2師団隷下の施設科部隊である。

## 概要
大隊長は2等陸佐が充てられ、第2師団隷下部隊に対する施設作業を担任する。なお、大隊長は師団司令部の施設課長を兼務している。

## 沿革
第2管区隊第2施設大隊
- 1951年（昭和26年）5月1日：警察予備隊第2管区隊第2施設大隊が美幌駐屯地において編成完結。
- 1952年（昭和27年）
  - 6月15日：第2施設大隊が美幌駐屯地から千歳駐屯地へ移駐（臨時千歳部隊編成）。
  - 10月6日：第2施設大隊が千歳駐屯地から旭川駐屯地へ移駐。

第2師団第2施設大隊
- 1962年（昭和37年）1月18日：第2管区隊の第2師団への改編に伴い、第2師団第2施設大隊編成完結。
- 1995年（平成07年）3月28日：大隊改編

1. 渡河器材小隊改編。
2. 第9普通科連隊廃止および第2戦車連隊編成により、同本部管理中隊施設小隊編成要員差出。

- 2008年（平成20年）3月26日：後方支援体制変換に伴い、整備部門を第2後方支援連隊第1整備大隊施設整備隊へ移管。
- 2010年（平成22年）3月26日：器材小隊を交通小隊へ改名。
- 2011年（平成23年）4月22日：第4施設中隊、教育班を廃止、特定中隊改編。

## 部隊編成
- 第2施設大隊本部
- 本部管理中隊「2施-本」
  - 中隊本部
  - 交通小隊[1]
  - 渡河小隊
  - 通信小隊
  - 補給小隊
  - 衛生小隊
- 第1施設中隊「2施-1」
- 第2施設中隊「2施-2」
- 第3施設中隊「2施-3」
- 第4施設中隊「2施-4」

## 整備支援部隊
- 第2後方支援連隊第1整備大隊施設整備隊「2後支-1整-施」（旭川駐屯地）：2008年（平成20年）3月26日から

## 主要装備
- 96式装輪装甲車
- 73式装甲車
- 92式地雷原処理車
- 70式地雷原爆破装置
- 89式地雷原探知機セット
- 施設作業車
- 中型ドーザ
- 大型ドーザ
- グレーダ
- 掩体掘削機
- 資材運搬車
- バケットローダ
- トラッククレーン
- 軽徒橋
- パネル橋MGB
- 92式浮橋
- 07式機動支援橋
- 1/2tトラック / 73式小型トラック
- 1 1/2tトラック / 73式中型トラック
- 3 1/2tトラック / 73式大型トラック
- 74式特大型トラック
- 89式5.56mm小銃
- 5.56mm機関銃MINIMI
- 12.7mm重機関銃M2
- 84mm無反動砲
- 110mm個人携帯対戦車弾